# Aeródromo de Lillo

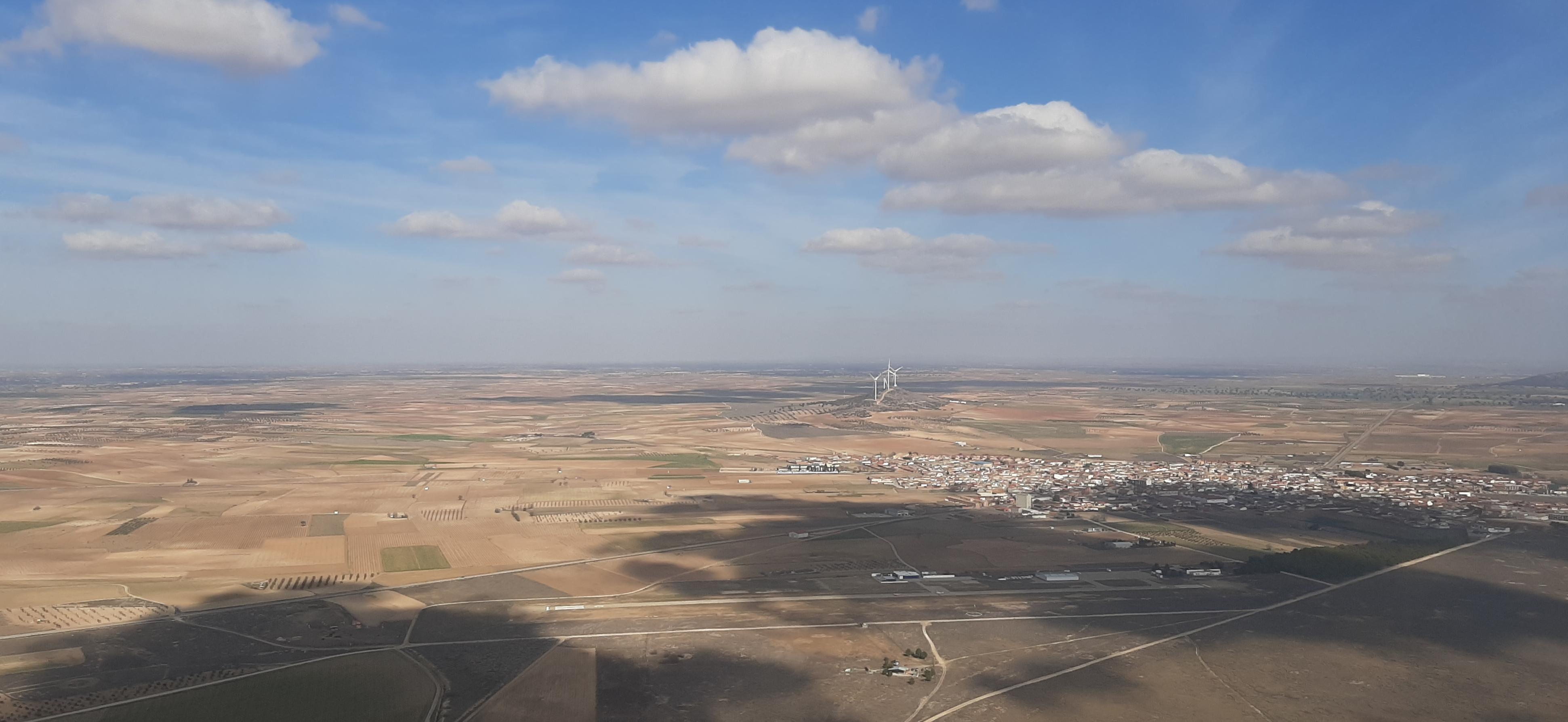
Aeródromo de lillo desde el sur tomada en vuelo

El aeródromo de Lillo (IATA: LELT), es un aeródromo deportivo español que fue inaugurado en 2000 con la celebración de los Campeonatos Aéreos Mundiales, celebrándose en este aeródromo las pruebas de vuelo a vela. Se sitúa a 1 km del centro de la localidad de Lillo, en la provincia de Toledo (España).
Actualmente, en este aeródromo opera el Real Aeroclub de Toledo.
Cuenta con una pista de asfalto de 750m (2460 pies), de 18 metros de anchura y cuya dirección es 12/30
La frecuencia de radio del aeródromo es 123,375

## Acceso
El Municipio de Lillo se encuentra en la provincia de Toledo a unos 100 km al sur de Madrid.
Por la N. IV, salida La Guardia - Lillo. km 81
Después de atravesar el pueblo de La Guardia se coge la salida dirección Lillo que está debidamente señalizada. La carretera de La Guardia a Lillo (unos 15 km) está en perfectas condiciones.

## Referencias

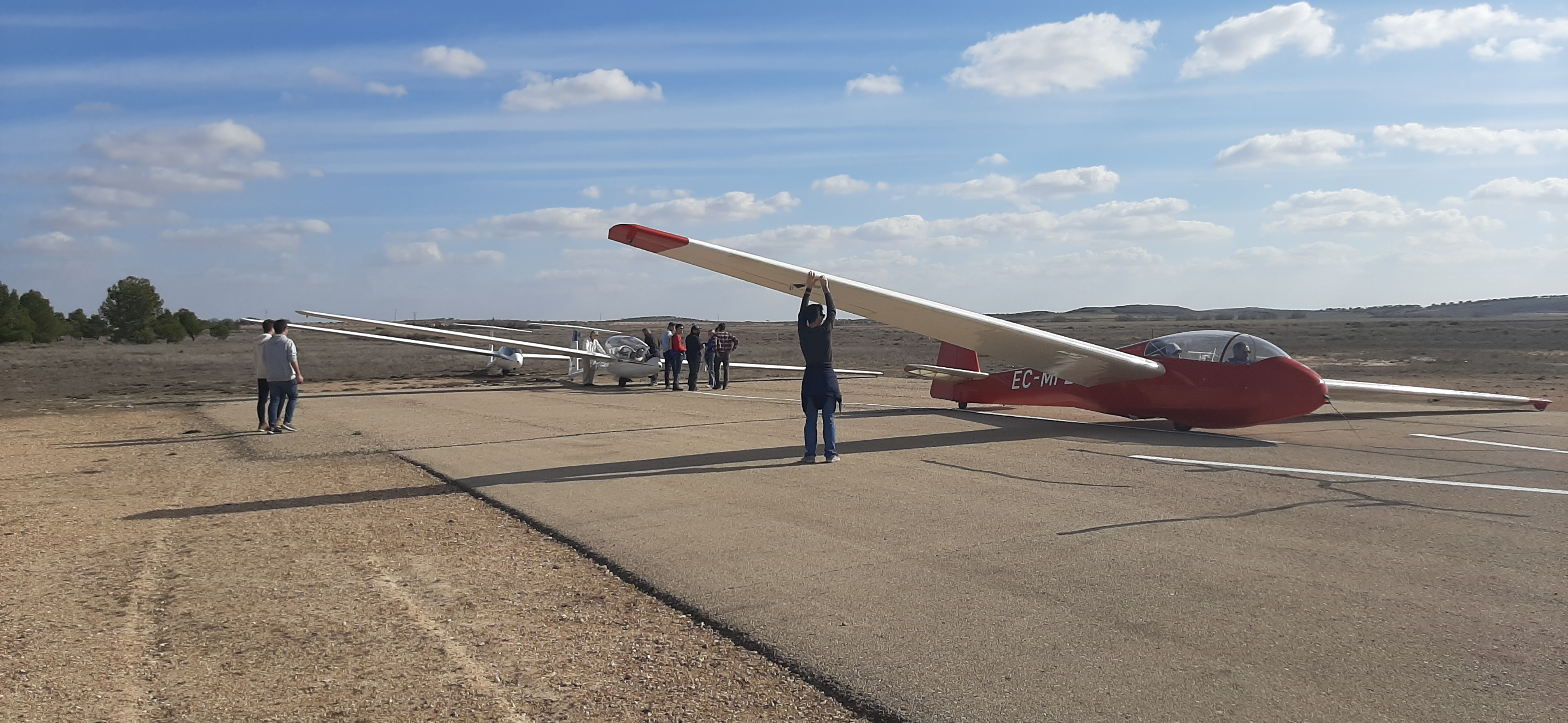
Veleros en cabecera 30 listos para salir.